# Die kleine Veronika
Die kleine Veronika (österreichischer Titel) bzw. Unschuld (deutscher Titel) ist ein österreichisch-deutscher Stummfilm aus dem Jahre 1929 von Robert Land mit Käthe von Nagy in der Titelrolle. Die Geschichte basiert auf der Novelle Die kleine Veronika (1903) von Felix Salten.

## Handlung
Die junge Veronika wächst wohlbehütet in einem kleinen Tiroler Bergdorf auf. Eines Tages erreicht sie ein Paket mit einem Kleid und der Aufforderung ihrer Tante, sie in Wien besuchen zu kommen. Hier soll sie gefirmt werden. Für das Mädchen wird dies wie eine Reise in eine andere Welt, die Eindrücke der Großstadt überwältigen sie fast. Auch die elegante Wohnung von Tante Rosi lässt sie erstaunen. Ihrer bukolischen Herkunft entsprechend, erkennt sie nicht, dass die „feinen Damen“ um Rosi herum lediglich Prostituierte sind und Rosi deren Puffmutter. Veronika ist in einem Bordell gelandet!
Nach ihrer Firmung wird die kleine Veronika von Rosi in Wien herumgeführt und lernt die Schönheiten und Sehenswürdigkeiten der Stadt kennen. Abends trinkt man in einer Bar hemmungslos Champagner. Hier lernt Veronika den eleganten Ferdinand kennen, eine angebliche Bekanntschaft der Tante. Er tanzt den ganzen Abend mit ihr und küsst ihr die Hand. Rund um sie herum scheint sich alles zu drehen, die Welt versinkt in einem Champagnerrausch und Musik. Dann verschwinden die Anwesenden gleich paarweise, auch Rosi folgt einem Freier. Dann nimmt Ferdinand „seine“ Veronika, die nicht weiß, wie ihr geschieht, mit sich in seine Wohnung, und das Mädchen vom Land verliert ihre Unschuld. Am nächsten Tag will ihre „große Liebe“ Ferdinand nichts mehr von ihr wissen.
Tief erschüttert von dieser Erfahrung will Veronika nur noch raus aus Wien. Auf der Heimfahrt ins beschauliche Tirol ist die wie benebelte Veronika emotional nahezu gelähmt. Als der Zug für einen kurzen Moment auf freier Strecke hält, stürzt sich Veronika heraus und will sich im nächstliegenden Gewässer, der Donau, ertränken. Anders als in Saltens Roman, zielt diese Verfilmung auf ein Happy End ab, und die kleine Veronika wird im letzten Moment von einem wahren (Jugend-)Freund gerettet.

## Produktionsnotizen
Die kleine Veronika entstand im August 1929 im Wiener Schönbrunn-Atelier sowie mit Außenaufnahmen in Wien, Tirol und Greifenstein und wurde am 21. November 1929 im Berliner Atrium-Kino uraufgeführt. Die Wiener Premiere fand am 17. Januar 1930 in gleich acht Kinos statt. Der Sechsakter besaß eine Länge von 2305 Meter.
Georg C. Horsetzky übernahm die Produktionsleitung. Julius von Borsody entwarf die Filmbauten, Helmuth Schreiber war Aufnahmeleiter.

## Kritiken
Hans Sahl kam im Berliner Börsen-Courier zu folgendem Urteil: „Ein psychologisch unklar und reißerisch angelegter „Großstadtroman“, der sich kaum von dem üblichen Fabrikationsschema unterscheiden würde, wäre nicht Käthe von Nagy. Sie spielt den Firmling, der aus dem Gebirgsdorf nach Wien kommt und in zweifelhafte Gesellschaft gerät, mit einer Beweglichkeit und Wandlungsfähigkeit des Ausdrucks, wie man sie schon lange nicht mehr im deutschen Film zu sehen bekam. Schon die Art, wie sie über eine Treppe geht, wie sie provinzlerisch-unbeholfen beim Tanz ihre Füße setzt, offenbart eine Filmbegabung, die sich mit leise und einfachen Mitteln durchsetzt. Die Regie Robert Lands überrascht durch gelegentliche Bildmotive, die namentlich im Landschaftlichen für die Farblosigkeit der Klischeehandlung entschädigten.“
Wiens Die Stunde befand: „Die Regie von Robert Lang [sic!] folgt mit höchster Kultur allen Feinheiten des Sujets, das in den ersten Akten Wienerische Heiterkeit, in den letzten stärkste dramatische Spannung bringt. Ganz hervorragend ist die schauspielerische Leistung Käthe von Nagys in der Titelrolle, die sowohl in der Darstellung unschuldig heiterer Jugend als auch der erwachenden Liebe, des Schmerzes und der Verzweiflung ungemein natürlich wirkt und den nachhaltigsten Eindruck hinterlässt. (…) Ein Wiener Film im besten Sinne des Wortes.“.
In Der Tag war zu lesen: „Robert Land … hat sich alle Mühe gegeben, die Stimmungen der Novelle in die Filmszenen zu tragen. Das ist ihm vielfach gelungen, insbesondere dort, wo seine Hauptdarstellerin Käthe von Nagy, diese wahrhaft Jugendliche mit den ernsten, wachen Augen, die Empfindungen eines primitiven Herzens inmitten einer Umwelt, die sie so fremdartig anmutet und deren Tücke sie vielleicht im Unterbewußtsein ahnt, im Spiegel ihres Angesichts zu reflektieren vermag. (…) Bloß in den Heimatszenen, die Veronikas frommes Gemüt und naturverwandtes Wesen hätte begreiflich machen sollen, verdrängt [das] Bild der Landschaft das einer Seele, die nachzugestalten gewesen wäre.“.
Auch in neuerer Zeit beschäftigte man sich (vor allem in Österreich) mit diesem späten Stummfilm:
Bei Film Archiv Austria heißt es lobend: „Im lange verschollen geglaubten und vom Filmarchiv Austria restaurierten Sittengemälde nach einer Salten-Novelle gehen große Schauspielkunst und authentische Wien-Bilder – insbesondere aus dem Prater-Milieu – Hand in Hand: einer der schönsten österreichischen Stummfilme.“